# Premio letterario della città di Vienna
Il premio letterario della Città di Vienna (in tedesco Preis der Stadt Wien für Literatur) è un premio letterario annuale consegnato dalla città di Vienna.
Il premio letterario è una categoria del premio della Città di Vienna, consegnato ogni anno dal 1947. Il premio comprende una somma di 8000 euro.

## Premiati
- 1947 : Felix Braun
- 1948 : Erika Mitterer
- 1949 : Alma Holgersen
- 1950 : Rudolf Brunngraber
- 1951 : Alexander Lernet-Holenia
- 1952 : Franz Nabl
- 1953 : Franz Theodor Csokor
- 1954 : Franz Karl Ginzkey
- 1955 : Fritz Hochwälder
- 1956 : Rudolf Henz
- 1957 : Ferdinand Bruckner
- 1958 : Theodor Kramer
- 1959 : George Saiko
- 1960 : Ernst Waldinger
- 1961 : Heimito von Doderer
- 1962 : Wilhelm Szabo
- 1963 : Ernst Lothar
- 1964 : Christine Busta
- 1965 : Ernst Schönwiese
- 1966 : Elias Canetti
- 1967 : Albert Paris Gütersloh
- 1968 : Johann Gunert
- 1969 : Imma Bodmershof
- 1970 : Friedrich Schreyvogl
- 1971 : Jeannie Ebner
- 1972 : Albert Drach
- 1973 : Hans Lebert
- 1974 : Ilse Aichinger, Manès Sperber
- 1975 : Barbara Frischmuth
- 1976 : Friederike Mayröcker
- 1977 : H.C. Artmann
- 1978 : E. A. Richter
- 1979 : Barbara Frischmuth
- 1980 : Erich Fried
- 1981 : Michael Guttenbrunner
- 1982 : Fritz Habeck
- 1983 : Andreas Okopenko
- 1984 : Gerhard Rühm
- 1985 : Hermann Schürrer
- 1986 : Inge Merkel
- 1987 : Oswald Wiener
- 1988 : Julian Schutting
- 1989 : Elfriede Jelinek
- 1990 : Elfriede Gerstl
- 1991 : Werner Kofler
- 1992 : Gerhard Roth
- 1993 : Gert Jonke
- 1994 : Marianne Fritz
- 1995 : Marie-Thérèse Kerschbaumer
- 1996 : Peter Rosei
- 1997 : Franz Josef Czernin
- 1998 : Heidi Pataki
- 1999 : Bodo Hell
- 2000 : Josef Haslinger
- 2001 : Marlene Streeruwitz
- 2002 : Erich Hackl
- 2003 : Robert Schindel
- 2004 : Wolf Haas
- 2005 : Liesl Ujvary
- 2006 : Fred Wander
- 2007 : Friedrich Achleitner
- 2008 : Peter Waterhouse
- 2009 : Peter Henisch
- 2010 : Ferdinand Schmatz
- 2011 : Brigitta Falkner
- 2012 : Anselm Glück
- 2013 : Gustav Ernst
- 2014 : Wilhelm Pevny
- 2015 : Elisabeth Reichart
- 2016 : Renate Welsh
- 2017 : Lida Winiewicz
- 2018 : Christoph Ransmayr
- 2019 : Sabine Gruber
- 2020 : Hans Raimund
- 2021 : Margret Kreidl[1]
- 2022 : Sabine Scholl[2]
- 2023 : Vladimir Vertlib[3]